# Стартовая улица (Москва)
Ста́ртовая улица — улица на северо-востоке Москвы, находится в Лосиноостровском районе (Северо-восточный административный округ) между Тайнинской улицей и Анадырским проездом. Названа в 1964 году в связи с намечавшимся строительством спортивного комплекса в близлежащей зоне отдыха. Ранее — улица Дзержинского в бывшем городе Бабушкин.

## Расположение
Стартовая улица является продолжением Тайнинской улицы после её пересечения с улицей Малыгина и имеет несколько изгибов так, что на своём протяжении постепенно поворачивает с севера на восток. По левой стороне имеется зелёная зона с Джамгаровским прудом, где также находится Джамгаровская улица. Далее Стартовая улица пересекает Норильскую улицу, несколько Таймырских проездов (5-й, 7-й, 8-й), Челюскинскую улицу и соединяется с Анадырским проездом около платформы Лось.

## Движение транспорта
Движение по улице — двустороннее, по одной полосе в каждую сторону.

### Общественный транспорт
По улице проходят маршруты автобусов (по состоянию на 06 января 2024 года):
- 50 Платформа Лось —  Медведково — 10-й квартал Медведкова
- 181 Платформа Лось —  Бабушкинская  Медведково - Осташковская улица (только в направлении платформы Лось)
- 696 Платформа Лось —  Бабушкинская  Медведково - Осташковская улица (только в направлении Осташковская улица)

## Галерея

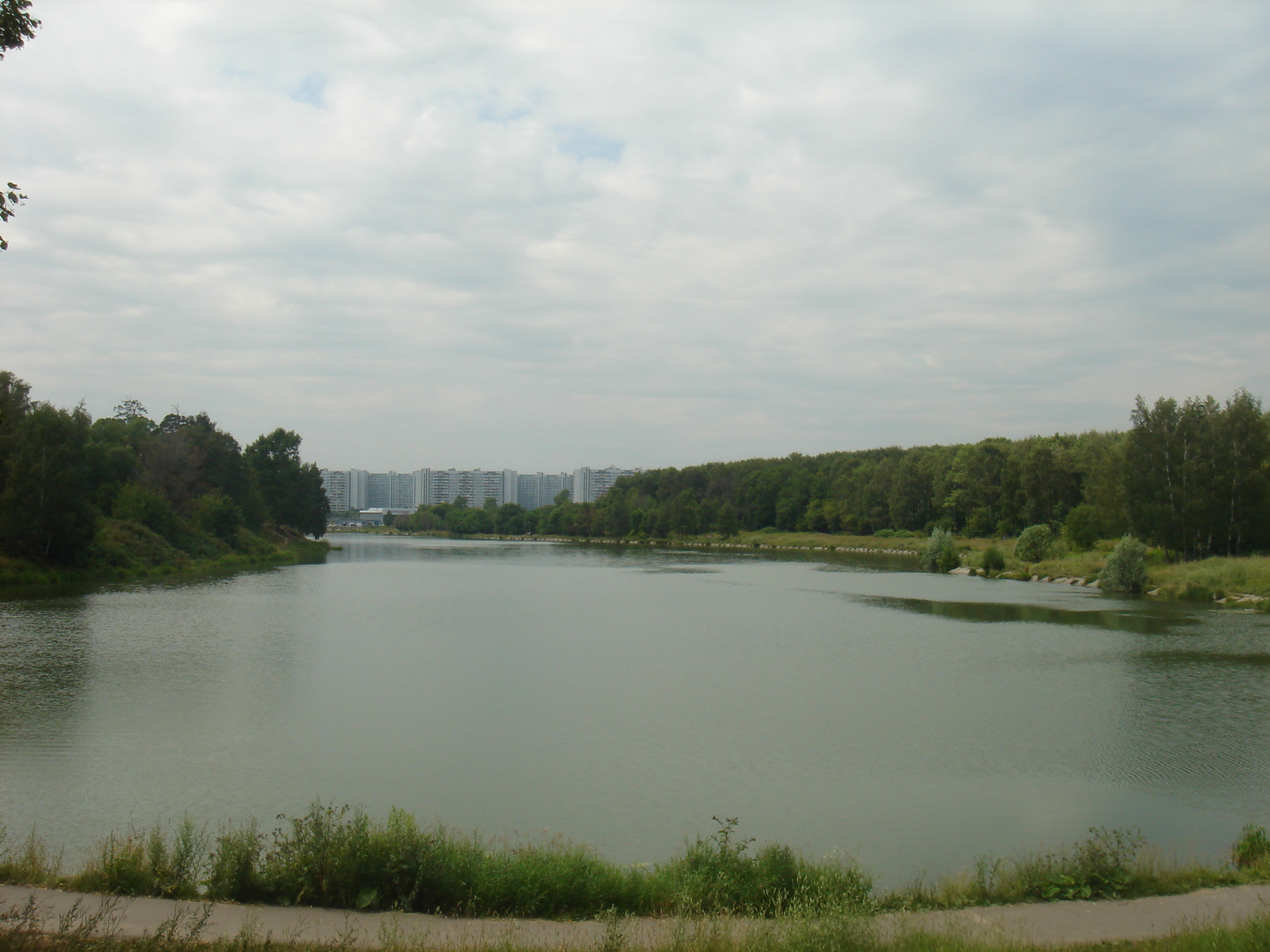
Джамгаровский пруд
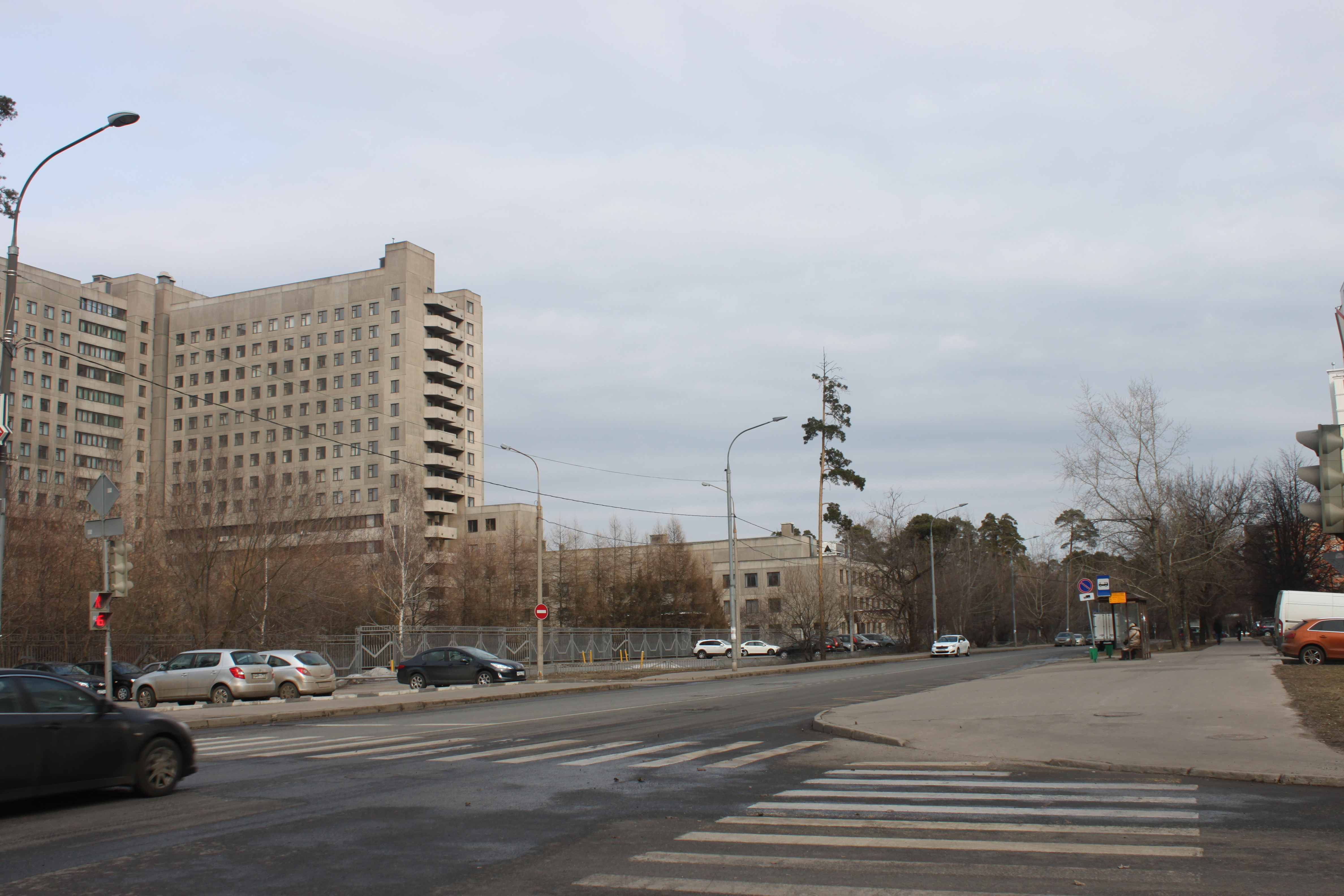
Госпиталь
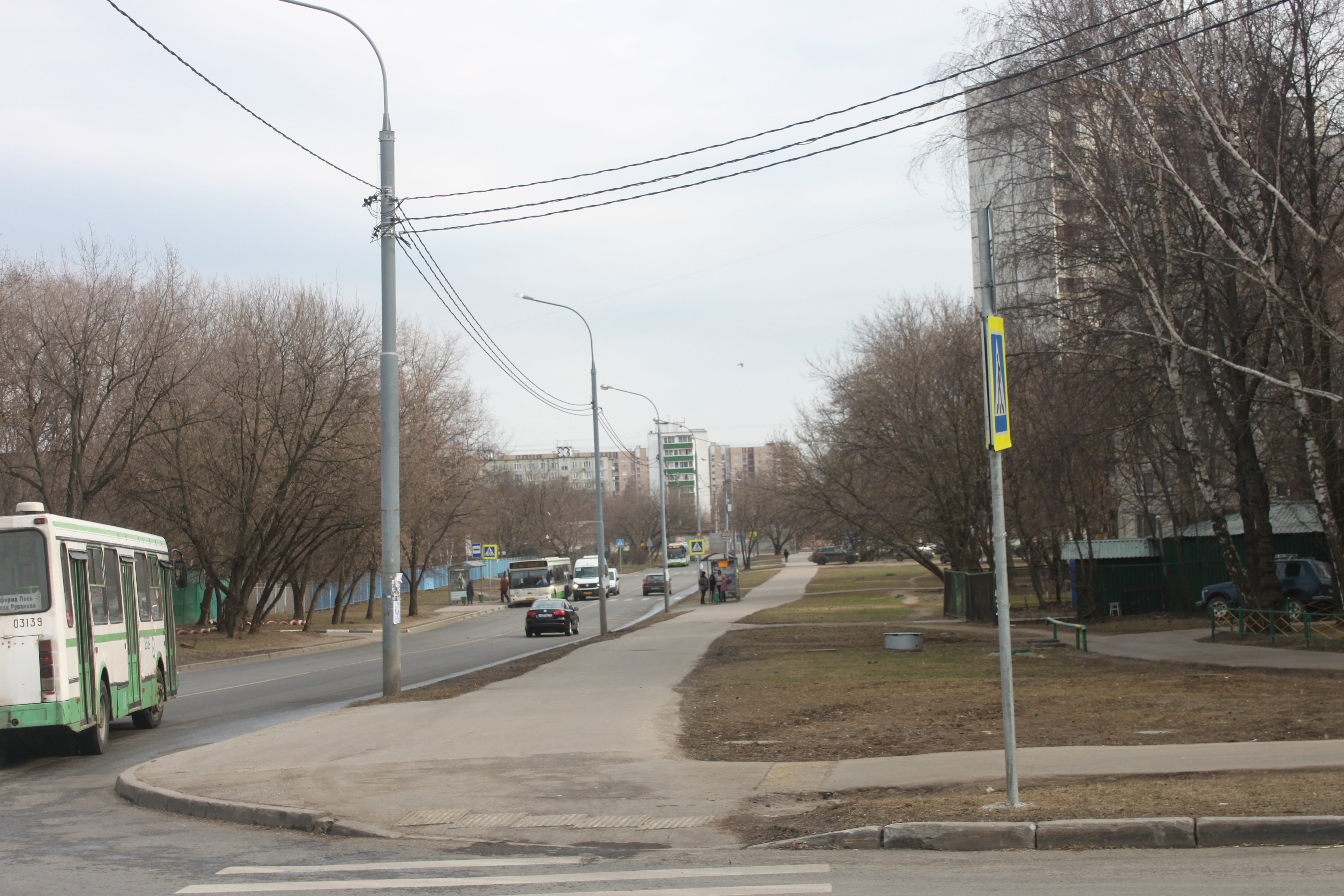
Вид с улицы Челюскина
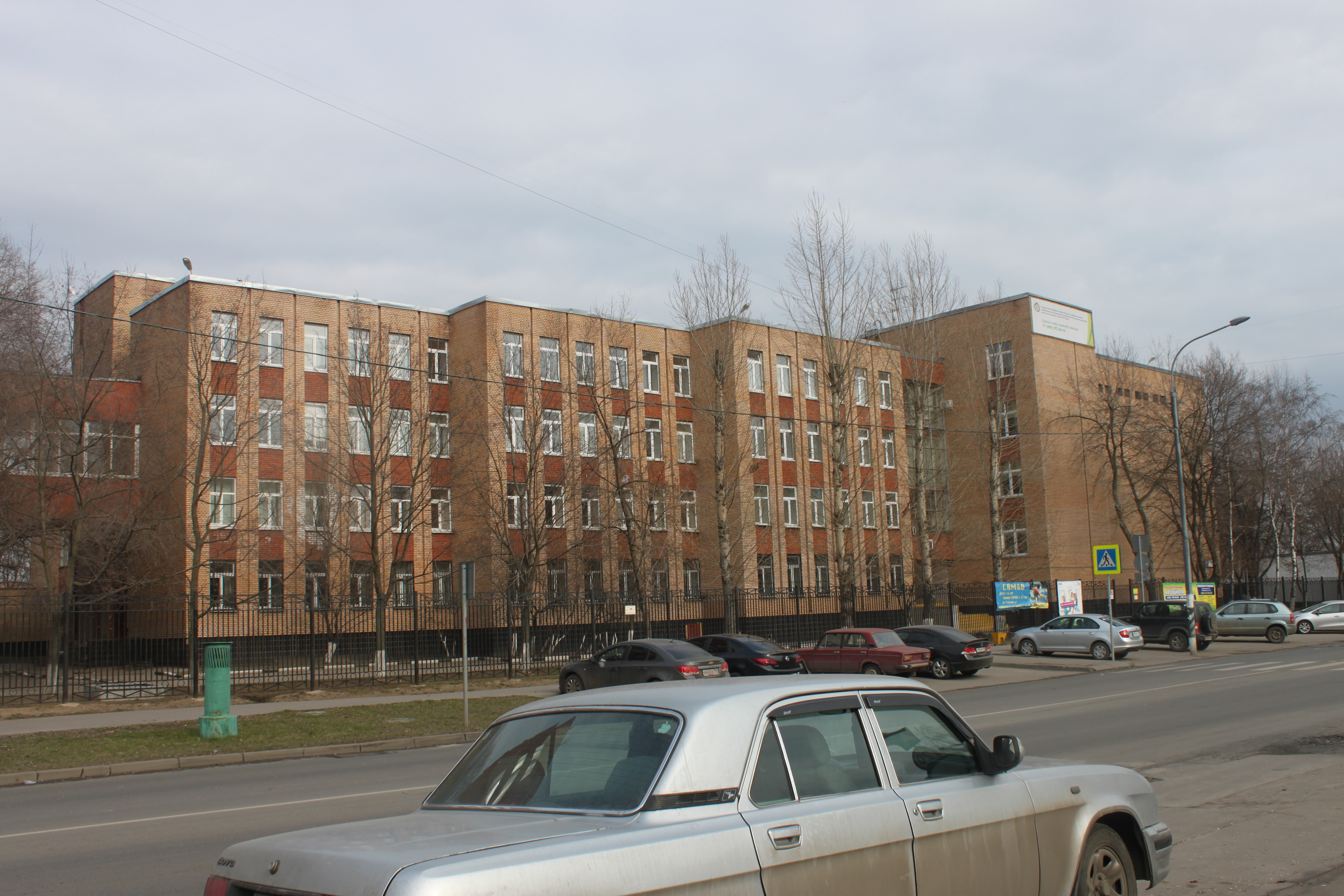
Колледж
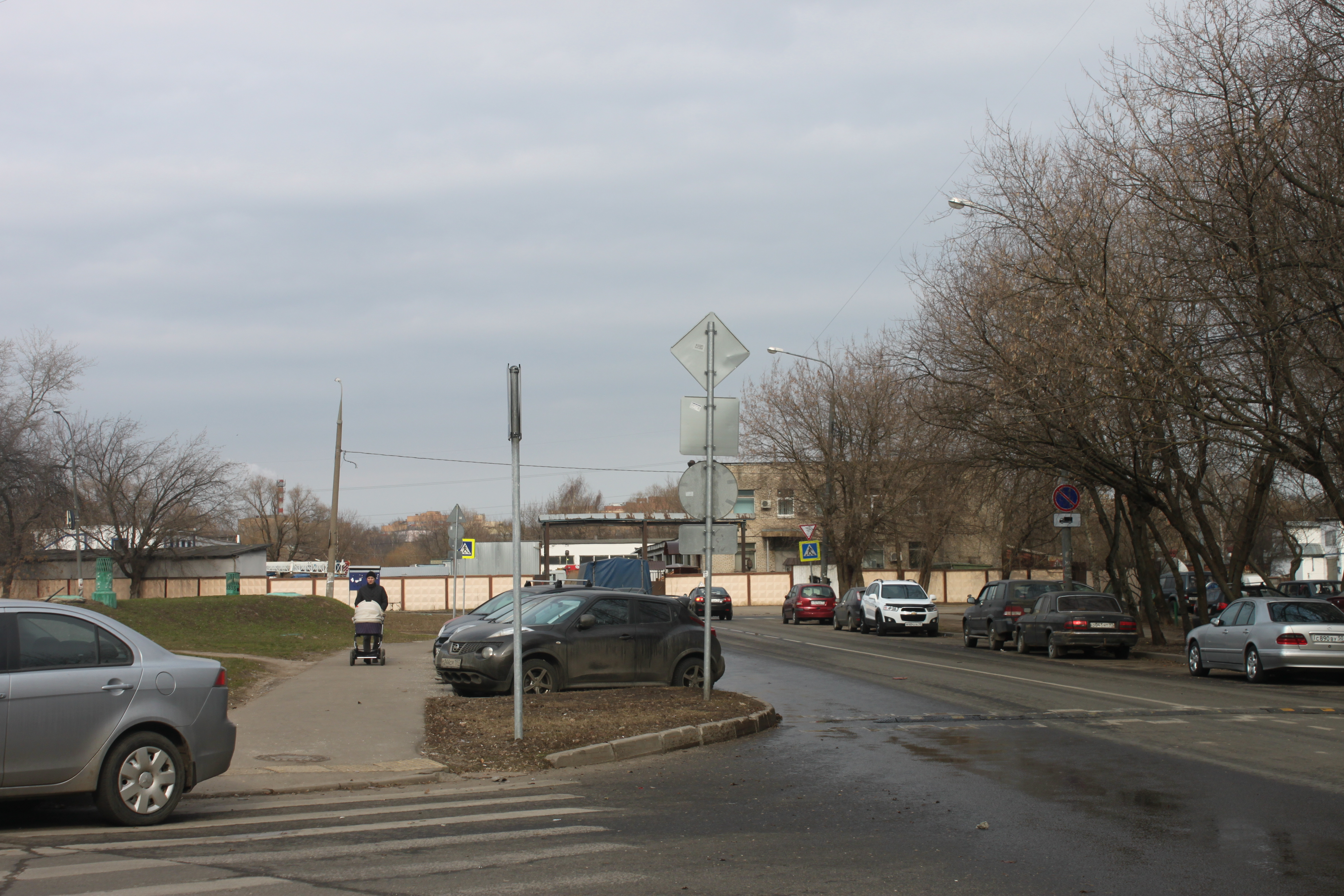
Автостоянка
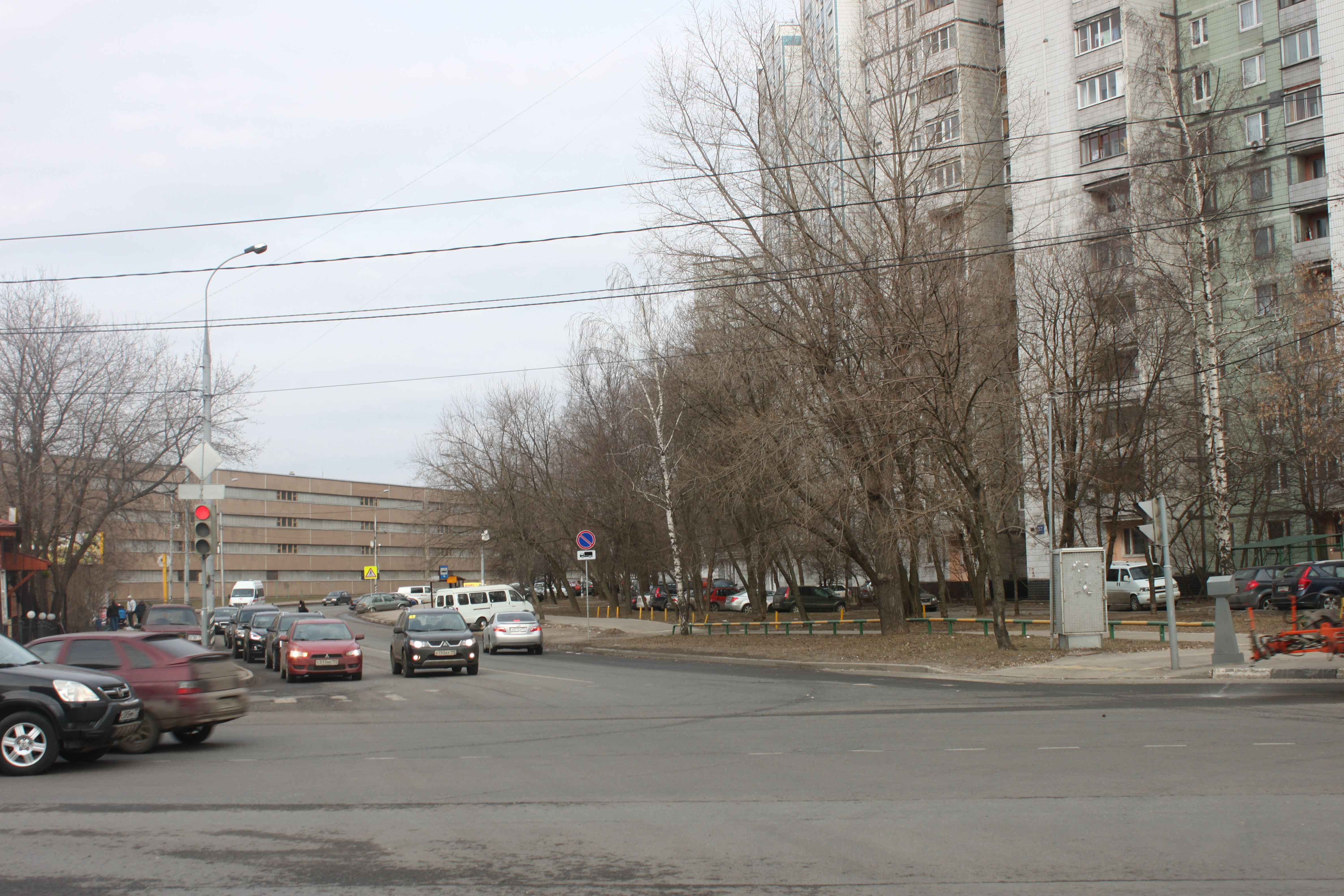
Вид с улицы Малыгина
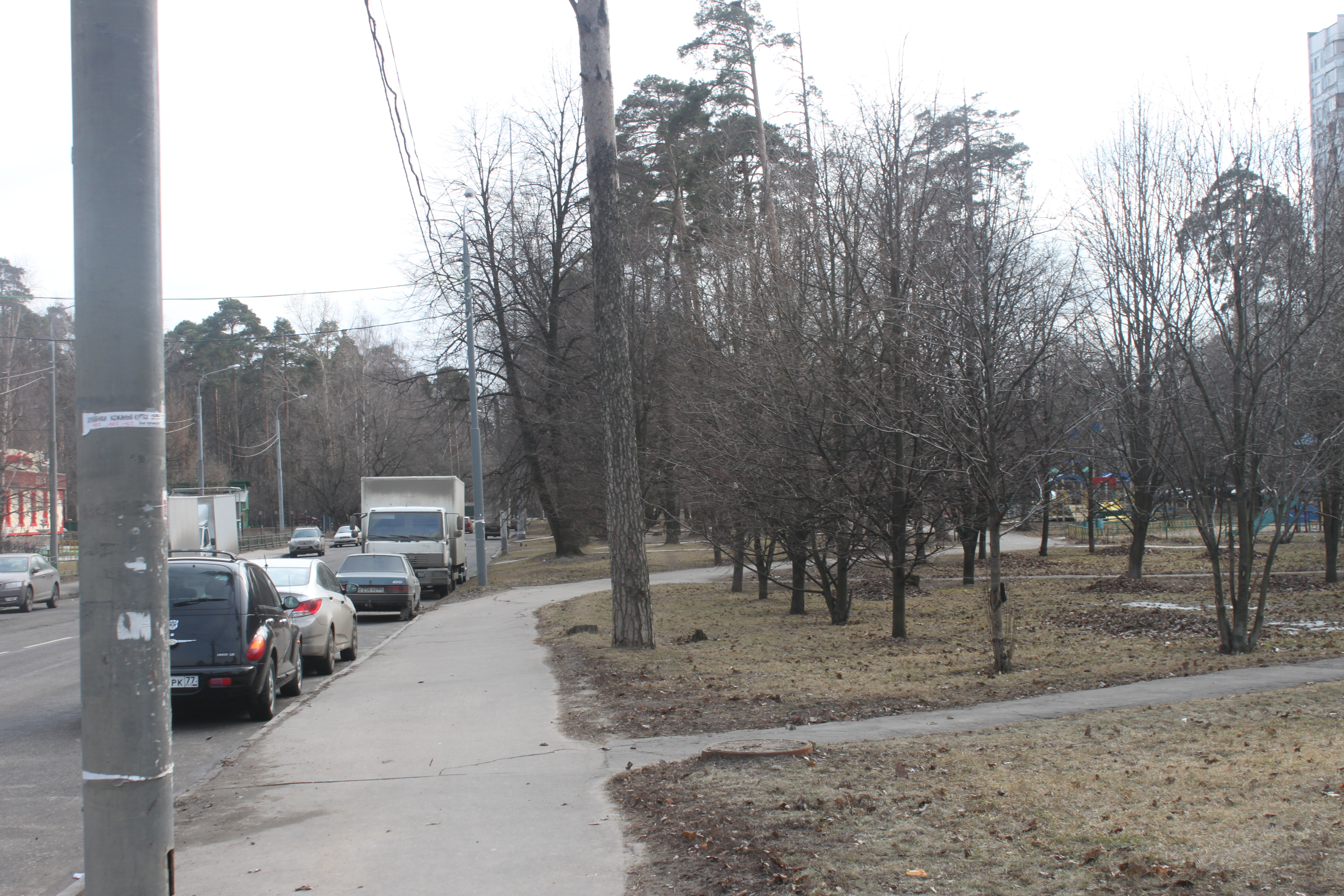
С Норильской улицы
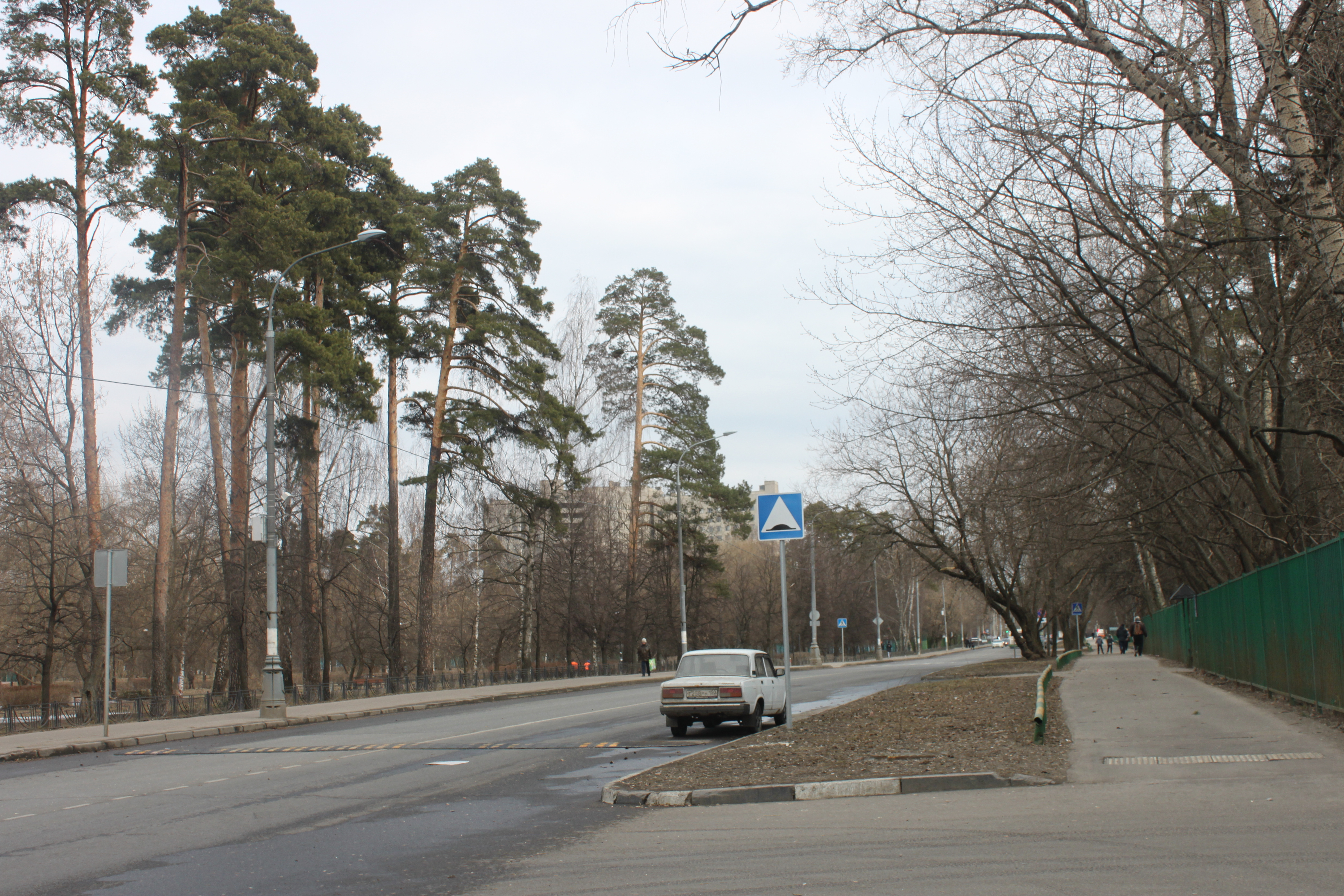
Парк